# Кавало Пасторио (Месина)
Кавало Пасторио је насеље у Италији у округу Месина, региону Сицилија.
Према процени из 2011. у насељу је живело 91 становника. Насеље се налази на надморској висини од 749 м.